# Mordvinsko
Mordvinsko je jedna z republik Ruské federace. Leží na východě evropské části země na řekách Suře a Mokši. Má rozlohu 26 200 km² a podle posledního sčítání lidu zde žije 888 766 obyvatel. Nejvíce zastoupenou etnickou skupinou jsou Rusové tvořící 60,8 % populace (540 717 obyvatel), zatímco Mordvinci tvoří pouze 31,9 % (283 861). Třetí významnou skupinou jsou Tataři (46 261, 5,2 %). Ostatní etnické skupiny mají již jen nepatrné zastoupení. Hlavním městem je Saransk.

## Historie
7. prosince 1990 vyhlásila Mordvinská ASSR svrchovanost a název se změnil na Mordvinská SSR.
Mordvinská republika vznikla 25. prosince 1993.

## Symboly

### Vlajka
Mordvinská vlajka je tvořena listem o poměru stran 2:3 se třemi vodorovnými pruhy: červeným, bílým a modrým, o poměru šířek 1:2:1. Ve středu bílého pruhu je tmavě červený, osmicípý sluneční znak, tvořený čtyřmi segmenty.

## Geografie

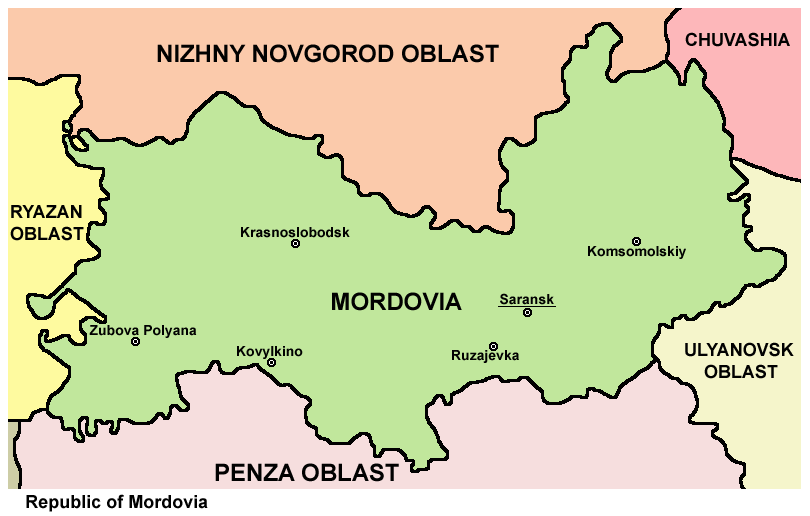

Republika se nachází ve východní části Východoevropské roviny, přibližně v půli cesty mezi Moskvou a Volhou, a geograficky lze její území rozdělit na dvě části: západní část se nachází na Oksko-donské rovině, střední a východní části na Povolžské vrchovině. Nejvyšší bod republiky má 324 m.
Na severu hraničí s Nižněnovgorodskou oblastí, na severovýchodě s Čuvašskem, na východě s Uljanovskou oblastí, na jihu s Penzenskou oblastí a na západě s Rjazaňskou oblastí.
Mordvinská republika je ruskou republikou, která se nachází nejblíže k Moskvě: vzdálenost po silnici z Moskvy od Moskevského dálničního okruhu k západní hranici Mordvinské republiky je 398 km a vzdušnou čarou 330 km. Nicméně administrativně Mordvinsko nepatří k Centrálnímu federálnímu okruhu, ale k Povolžskému federálnímu okruhu.

### Podnebí
Podnebí je kontinentální. Průměrná teplota v lednu je −10 °C a v červenci + 20 °C. Kvůli nedostatku reliéfních překážek je území Mordvinska otevřené pro severní i jižní vzdušné masy, proto se může průměrná teplota pohybovat v lednu od –1 °C do – 18 °C, a v červenci od + 16 °C do +26 °C. Průměrný roční úhrn srážek činí 350–700 mm.

### Vodstvo
Hydrologicky se území Mordvinska dělí na dvě části: západní (53 % území republiky) patří k povodí řeky Mokši, východní (47 % území republiky) patří k povodí řeky Sury. Celkový počet řek, který protéká územím republiky (spolu s velmi malými řekami) je 1525. Pouze 10 řek je delší než 100 km: je to Sura a její přítoky Alatyr, Insar, Pjana a také Mokša se svými přítoky Siviní, Issou, Vadem, Parcou (přítok Vadu) a Vyšou (přítok Cny).
V Mordvinsku je několik tisíc jezer, rybníků a nádrží. Celková vodní plocha je 21 000 ha, bažiny tvoří 14 500 ha území. Většina jezer se nachází v údolí řek a má erozivní původ (mrtvá ramena). Největší z nich je Vjačkiševo (u Těmnikova) a Inerka. Krasových jezer není mnoho, největší z nich jsou Pijavskoje a Endovišče.

## Obyvatelstvo

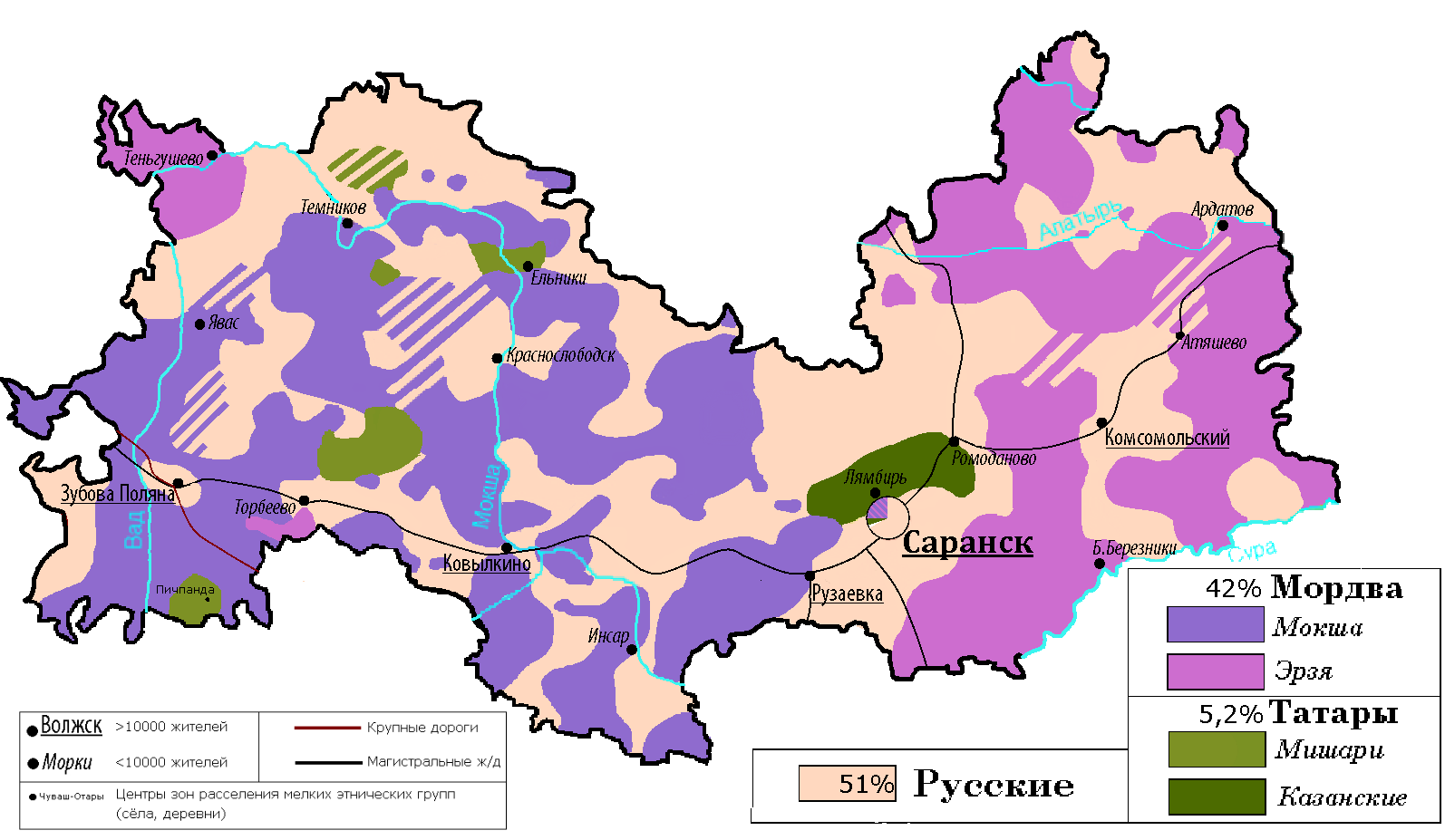
Etnická mapa Mordvinska

Počet obyvatel republiky dle údajů Rosstatu (ruský statistický úřad) je 807 453 (2016). Hustota zalidnění 30,90 obyv./km² (2016), 61,85 % obyvatel žije ve městech (2016).
| Národ                     | Rok 2010        |
| ------------------------- | --------------- |
| Rusové                    | 443 737 (53,4%) |
| Mordvinci (mokša + erzja) | 333 112 (40,0%) |
| Tataři                    | 43 392 (5,2%)   |

Oblasti, ve kterých žije mordvinské etnikum, jsou rozděleny geograficky následujícím způsobem: mokšané žijí v západní a střední části republiky, erzjané ve východní. Přibližně kolem 3–4 % obyvatel republiky tvoří vězni, kteří si odpykávají v republice svůj trest, ale pocházejí z jiných regionů evropské a dokonce i asijské části Ruska a také mimo Ruskou federaci. Mordvinsko je na prvním místě v RF v počtu pracovně nápravných zařízení, je jich zde více než 30. Pro srovnání, v Petrohradu, ve kterém žije 5,2 milionů obyvatel, jsou 4 vyšetřovací vazby a 6 nápravně pracovních zařízení. V sousední Leningradské oblasti s 1,8 miliony obyvatel jsou 2 vyšetřovací vazby a 4 trestanecké kolonie.

## Kultura
Nejstarší muzeum Mordvinska bylo otevřeno v Těmnikově za podpory šlechticů (mezi mecenáši byli potomci admirála Ušakova, prarodiče spisovatele Kuprina, potomci metalurgů Děmidů a jiní). V muzeu bylo více než 3000 exponátů. V roce 1956 bylo muzeum uzavřeno (přibližně v tomto období bylo zbouráno vše, kromě těmnikovského kostela), exponáty byly předány do Regionálního muzea republiky.
Současná největší muzea: Mordvinské republikové regionální muzeum s 9 objekty v různých oblastech republiky, Mordvinské republikové muzeum výtvarných umění S. D. Erzji se 3 budovami, Regionální muzeum admirála F. F. Ušakova v Těmnikově, Muzeum válečného hrdinství s budovou muzea A. I. Poležajeva. Kromě státních je v republice více než 100 menších dobrovolnických muzeí, včetně těch, která vznikla při vzdělávacích institucích a některých podnicích.
Největší knihovnou v republice je Národní knihovna Puškina. Součástí Federální státní rozpočtové vzdělávací instituce vyššího odborného vzdělání je Mordvinská státní univerzita N. P. Ogarjova s největší vědeckou knihovnou M. M. Bachtina. M. M. Bachtin byl ruský filosof a myslitel, teoretik evropské kultury a umění. Žil a pracoval v Saransku.
Na počátku 20. století se stal známým sochařem Stěpan Dmitrijevič Erzja, který svůj pseudonym vytvořil od názvu mordvinské národnosti erzja. Význam jeho práce se v republice propaguje, protože ve svých pracích se mimo jiné věnoval mordvinské kultuře.
Významným se v Mordvinsku stal Leonid Ivanovič Voinov. Jsou po něm pojmenovány ulice a hudební školy v Saransku a Těmnikově, orchestr ruských lidových nástrojů.
V Rusku je velmi známé Státní loutkové divadlo Mordvinské republiky. Hlavním repertoárem divadla jsou lidové pohádky.
Lidová erzjanská a mokšanská kultura je představena několika umělci, kteří vystupují s moderními písněmi v mokšanském a erzjanském jazyce a také několika moderními hudebními kolektivy. Mezi nimi vyniká skupina Torama založená roku 1990 Vladimirem Romaškinem. Interpreti mokšanských a erzjanských písní představují svůj repertoár v republice a také na kulturních událostech věnovaných ugrofinské kultuře v Rusku a v zahraničí.

## Centrum ugrofinského světa
Mordvinská republika je jedním z uznávaných center ugrofinského světa. Od července roku 2002 se v Saransku nachází hlavní kancelář Asociace ugrofinských národů v Rusku.
V roce 2006 bylo v Mordvinské republice vytvořeno Centrum kultur ugrofinských národů v Povolží. Patří pod něj Meziregionální vědecké centrum ugrofinských studií Mordvinské státní univerzity N. P. Ogarjova, ve které funguje oddělení kultury při Ústavu národní kultury Mordvinské státní univerzity N. P. Ogarjova. V Saransku se publikuje vědecký časopis Ugrofinský svět a Ugrofinské noviny, které se tisknou jak v Rusku tak v zahraničí.
V červenci roku 2007 se v Saransku konal mezinárodní Festival Šumbrat, Fino-Ugrija!, kterého se zúčastnilo kolem 3000 představitelů ugrofinských národů z celého Ruska a zahraničí. V roce 2009 v republice proběhl IV. kongres ugrofinských národů v Ruské federaci.